# 尾山佳之
尾山 佳之（おやま よしゆき、1973年 - ）は、日本のゲームクリエイター。任天堂所属。広島県出身。

## 経歴
1999年、東京藝術大学大学院美術研究科工芸専攻修士課程を修了し、同年任天堂に入社。ゼルダの伝説シリーズのキャラクターデザインや『Wii Fit』、『Wii Fit Plus』のデザインディレクターなどとして活動を行っている。マリオシリーズに登場するオヤ・マー博士の名前は彼から採られている。

## 作品
- ゼルダの伝説 ムジュラの仮面（2000年）
- ポケモンスタジアム金銀（2000年）
- ルイージマンション（2001年）
- ゼルダの伝説 風のタクト（2002年）
- ピクミン2（2004年）
- ゼルダの伝説 トワイライトプリンセス[3]（2006年）
- Wii Fit[4]（2007年）
- 大乱闘スマッシュブラザーズX（2008年）
- Wii Sports Resort（2009年）
- Wii Fit Plus（2009年）
- New スーパーマリオブラザーズ Wii（2009年）
- ゼルダの伝説 スカイウォードソード[5]（2011年）
- ゼルダの伝説 風のタクト HD（2013年）
- Wii Fit U（2013-2014年）
- ゼルダの伝説 ブレス オブ ザ ワイルド（2017年）